# Bugojno
Bugojno er en by i den sydvestlige del af Bosnien-Hercegovina. Byen ligger i den frugtbare Skopaljska-dal, der befinder sig i en højde af 570 meter over havets overflade og dækker et område på 366 km² ved den øvre del af floden Vrbas.
Der er fundet spor af den illyriske stamme Sardeti ved landsbyen Karadze. De illyriske stammer begyndte at bosætte sig i dette område i perioden omkring år 700 f.Kr.
Romerne byggede fortet Ad Matricem for at beskytte et af de vigtigste vejkryds i dette område, som førte fra Dalmatien og Hercegovina mod Midt-Bosnien og Panonien. Dele af de gamle romerske veje kan stadigvæk ses i dag. En af disse veje er den bevarede del af stenvejen fra Kupreš-højderne mod Prusac. Ved landsbyen Sultanovići (tæt ved Bugojno) kan man stadigvæk finde rester af keramik, glas og metal fra romertiden. Romerne herskede i området i 500 år, til år 476.